# Ломенга
Ломенга — река в России, протекает в Кологривском районе Костромской области. Правый приток реки Лондушка.

## География
Река Ломенга берёт начало к юго-западу от деревни Бураково. Течёт на юг через елово-берёзовые леса. На реке находится урочище Ломенга. Устье реки находится в 0,8 км по правому берегу реки Лондушка. Длина реки составляет 14 км.

## Данные водного реестра
По данным государственного водного реестра России относится к Верхневолжскому бассейновому округу, водохозяйственный участок реки — Унжа от истока и до устья, речной подбассейн реки — Бассей притоков Волги ниже Рыбинского водохранилища до впадения Оки. Речной бассейн реки — (Верхняя) Волга до Куйбышевского водохранилища (без бассейна Оки).
Код объекта в государственном водном реестре — 08010300312110000015273.